# Fischtown Pinguins Bremerhaven
A Fischtown Pinguins Bremerhaven egy német jégkorongcsapat Bremerhavenben. A csapat a Deutsche Eishockey Ligában játszik.

## Története
A klubot 1974-ben alapították RSC Bremerhaven néven.

### Korábban használt nevek
- 1974–1983 – RSC Bremerhaven
- 1983–2002 – REV Bremerhaven
- 2002–napjainkig – Fischtown Pinguins Bremerhaven

## Helyezések
Deutsche Eishockey Liga 2-bajnok: 2013-14